# Teodor Paliczka
Teodor Paliczka (ur. 17 lipca 1937 w Piasku k. Pszczyny, zm. 26 lutego 2009 w Katowicach) – polski pedagog, nauczyciel matematyki i działacz samorządowy.

## Życiorys
Był czwartym synem Augustyna i Marii z domu Warzecha. Jego ojciec – uczestnik trzech Powstań Śląskich – był mistrzem murarskim, a matka zajmowała się gospodarstwem domowym.
Uczył się w latach 1943–1951 w Szkole Podstawowej w Piasku, a następnie w Liceum Ogólnokształcącym im. Bolesława Chrobrego w Pszczynie. W 1955 roku rozpoczął studia na kierunku matematyki w Wyższej Szkole Pedagogicznej w Katowicach, które ukończył w roku 1959. Pracę magisterską „Dyskusja porównawcza układu twierdzeń planimetrycznych w różnych podręcznikach” napisał pod kierunkiem docenta Antoniego Wakulicza.
Po ukończeniu studiów podjął pracę w VIII Liceum Ogólnokształcącym im. Wilhelma Piecka w Katowicach, gdzie z przerwą w latach 1976–1981 pracował do końca swojego życia. W latach 1962–1968, był dodatkowo zatrudniony w Wyższej Szkole Pedagogicznej w Katowicach, gdzie prowadził ćwiczenia z metodyki nauczania matematyki. Po utworzeniu Filii Uniwersytetu Jagiellońskiego w Katowicach, w roku 1967, tam również prowadził wykłady i ćwiczenia z tego samego przedmiotu, a po powstaniu w 1968 roku Uniwersytetu Śląskiego w Katowicach do roku 1982 wykłady i ćwiczenia z dydaktyki nauczania matematyki dla sekcji nauczycielskiej na Wydziale Matematyki, Fizyki i Chemii Uniwersytetu. Zajęcia praktyczne odbywały się w IV LO (wówczas im. Marcelego Nowotki) oraz w VIII LO w Katowicach. W 1968 roku z jego inicjatywy utworzono w VIII LO w Katowicach pierwszą na Śląsku a czwartą w Polsce klasę z poszerzonym programem matematyki.
W latach 1968–1970 prowadził kursy organizowane przez Ośrodek Doskonalenia Nauczycieli w Katowicach. Współpracował z Kuratorium Oświaty w Katowicach: w latach 1967–1972 uczestniczył w opracowaniu tematów maturalnych, a w latach 1965–1971 był delegatem Kuratorium Oświaty do Okręgowego Komitetu Olimpiady Matematycznej. W roku 1976 został dyrektorem IX Liceum Ogólnokształcącego im. J. Kawalca w Katowicach. Zainicjował tam eksperymentalne nauczanie od jedenastego roku życia uczniów uzdolnionych matematycznie, w klasach zorganizowanych w ramach liceum. Pracował tam do końca kwietnia 1981 roku.
Poza pracą zawodową działał społecznie w Związku Nauczycielstwa Polskiego i od 1964 roku politycznie w Stronnictwie Demokratycznym, gdzie był m.in. członkiem Centralnej Komisji Rewizyjnej (1976–1989), przewodniczącym Miejskiego Komitetu w Katowicach (1980–1988), a od 1989 roku wiceprzewodniczącym Wojewódzkiego Komitetu. W 1980 roku został na okres trzech lat powołany na członka Wojewódzkiej Rady Postępu Pedagogicznego i Technicznego. W latach 1973–1981 pełnił funkcję Wiceprzewodniczącego Miejskiej Rady Narodowej w Katowicach. W okresie 1981–1987 był Wiceprezydentem Miasta Katowice, a w latach 1989–1990 pełnił funkcję wicewojewody katowickiego. Przez cały czas swej działalności politycznej i administracyjnej, w trybie wieczorowym, uczył w Centrum Kształcenia Ustawicznego przy VIII LO.
18 stycznia 1969 został członkiem Polskiego Towarzystwa Matematycznego. W ramach PTM, prowadził działalność popularyzatorską. Wygłaszał referaty dla nauczycieli, prelekcje dla uczniów, a od roku 1990 do października 2008 prowadził zajęcia w ramach Międzyszkolnego Kółka Matematycznego. W 1970 roku na zlecenie TVP Kraków opracował i wygłosił, pod kierunkiem prof. Zofii Krygowskiej, cykl wykładów pt. „Przekształcenia płaszczyzny”. Jest autorem artykułów i współautorem książek, m.in. „Praca dydaktyczno-wychowawcza szkoły z uczniem zdolnym”, „Ćwiczenia z kombinatoryki i rachunku prawdopodobieństwa”, „Nowa matura. Matematyka – z nami zdasz”.
Był nie tylko wybitnym nauczycielem przedmiotu, lecz równie wybitnym wychowawcą uwielbianym przez swoich uczniów, którzy nazywali go Palikiem. W latach 1971 i 1974, w plebiscytach Polskiego Radia Katowice oraz czytelników śląskiej prasy lokalnej, został wybrany młodzieżowym bohaterem roku. Do grona jego wychowanków należy wiele postaci świata nauki, kultury i medycyny. Są wśród nich profesorowie matematyki: prof. dr Krzysztof Rafał Apt (Uniwersytet Amsterdamski), prof. dr Ewa Ligocka (Uniwersytet Warszawski), prof. dr Ryszard Rudnicki (Instytut Matematyczny PAN i Uniwersytet Śląski), prof. dr Adam P. Wojda (AGH Kraków).

## Odznaczenia
Za wybitne osiągnięcia w pracy dydaktycznej i wychowawczej został odznaczony m.in. Medalem Komisji Edukacji Narodowej (1985), Krzyżem Kawalerskim Orderu Odrodzenia Polski (1985), Medalem Pamiątkowym 30-lecia Olimpiady Matematycznej (1980), Medalem Pamiątkowym 50-lecia Olimpiady Matematycznej (2000). Otrzymał szereg nagród, w tym Złotą Odznakę zasłużonego w rozwoju Województwa Katowickiego (1972), Nagrodę Pierwszego Stopnia Ministra Oświaty i Wychowania (1972 i 1980) oraz nagrodę Kuratora Oświaty i Wychowania (1961, 1977, 1980).

## Upamiętnienie
Z inicjatywy jego wychowanków oraz nauczycieli matematyki VIII Liceum Ogólnokształcącego im. Marii Skłodowskiej-Curie w Katowicach, dyrekcja liceum przy współpracy z Zarządem Oddziału Górnośląskiego Polskiego Towarzystwa Matematycznego i Stowarzyszeniem Wychowanków i Przyjaciół VIII LO ustanowiła nagrodę jego imienia dla uczniów VIII LO, którzy wykażą się nieprzeciętnymi osiągnięciami w dziedzinie matematyki.